# Deutsche Meisterschaften im Rennrodeln 2011
Die vorgezogenen Deutschen Meisterschaften im Rennrodeln 2011 fanden vom 29. bis 31. Oktober 2010 auf der Rennrodelbahn Oberhof statt. Sie waren gleichzeitig die dritte Station der Qualifikation für die Rennrodel-Weltcupsaison 2010/11. Die Meisterschaften wurden aufgrund des engen Terminkalenders schon im Vorjahr, am Beginn der Saison, in jeweils zwei Wertungsläufen ausgetragen. Die Wertungsläufe der allgemeinen Klasse wurden am 30. Oktober durchgeführt.

## Ergebnisse

### Einsitzer der Frauen
| Platz | Sportlerin           | Verein                        | Zeit     |
| ----- | -------------------- | ----------------------------- | -------- |
| 1     | Natalie Geisenberger | RRT Miesbach                  | 1:26,238 |
| 2     | Tatjana Hüfner       | WSC Erzgebirge Oberwiesenthal | +0,013   |
| 3     | Anke Wischnewski     | WSC Erzgebirge Oberwiesenthal | +0,517   |
| 4     | Corinna Martini      | BSC Winterberg                | +0,730   |
| 5     | Carina Schwab        | RC Berchtesgaden              | +0,752   |
| 6     | Stefanie Sieger      | WSV Königssee                 | +0,788   |
| 7     | Lisa Liebert         | SSV Altenberg                 | +0,933   |
| 8     | Anne Pietrasik       | SSV Altenberg                 | +1,020   |
| 9     | Aileen Frisch        | SSV Altenberg                 | +1,413   |
| 10    | Dajana Eitberger     | RC Ilmenau                    | +1,721   |
| 11    | Johanna Hodermann    | RRV Sonneberg                 | +1,801   |
| 12    | Nathalie Burkhardt   | BRC 05 Friedrichroda          | +1,898   |
| 13    | Luzie Löscher        | ESV Lok Zwickau               | +1,907   |
| 14    | Saskia Langer        | ESV Lok Zwickau               | +2,301   |
| 15    | Juliane Werner       | RRC Suhl                      | +2,745   |

Am Start waren 15 von 15 gemeldeten Rodlerinnen. Natalie Geisenberger gewann den Titel zum zweiten Mal nach 2007 und schlug dabei Olympiasiegerin Tatjana Hüfner nur um einen Hauch. Hüfner hatte nach dem ersten Lauf noch in Führung gelegen. Titelverteidigerin Anke Wischnewski hatte schon einen Rückstand von mehr als einer halben Sekunde auf die zu der Zeit beiden stärksten Rennrodlerinnen der Welt. Die Weltcupstarter platzierten sich erwartungsgemäß auf den ersten sechs Rängen, bis zum achten Platz folgten die Starter der erweiterten deutschen Spitze.

### Einsitzer der Männer
| Platz | Sportler              | Verein                        | Zeit     |
| ----- | --------------------- | ----------------------------- | -------- |
| 1     | Jan Eichhorn          | RC Ilmenau                    | 1:29,935 |
| 2     | David Möller          | RRV Sonneberg                 | +0,037   |
| 3     | Andi Langenhan        | RRC Zella-Mehlis              | +0,116   |
| 4     | Johannes Ludwig       | BSR Rennsteig Oberhof         | +0,489   |
| 5     | Julian von Schleinitz | WSV Königssee                 | +0,587   |
| 6     | Ralf Palik            | WSC Erzgebirge Oberwiesenthal | +0,673   |
| 7     | Robert Fischer        | RC Ilmenau                    | +0,715   |
| 8     | Chris Eißler          | ESV Lok Zwickau               | +0,885   |
| 9     | Florian Berkes        | RRC Suhl                      | +1,367   |
| 10    | Julius Löffler        | SSV Altenberg                 | +1,785   |
| 11    | Toni Gräfe            | RC Ilmenau                    | +1,942   |
| 12    | Carlos Kasper         | WSC Erzgebirge Oberwiesenthal | +2,537   |
| dnf   | Georg Reumschüssel    | RRC Suhl                      |          |
| dns   | Felix Loch            | RC Berchtesgaden              |          |

Am Start waren 14 von 14 gemeldeten Rodlern. Jan Eichhorn gewann nach 2004 seinen zweiten Deutschen Meistertitel und distanzierte dabei den Olympiazweiten David Möller nur knapp, der seinen dritten Titel damit ebenso verpasste, wie Titelverteidiger Felix Loch seinen dritten Titel in Serie. Loch konnte aufgrund einer Hüftverletzung im zweiten Durchgang nicht mehr antreten und lag nach dem ersten Durchgang schon auf dem sechsten Platz zurück. Die ersten vier Plätze machten erwartungsgemäß die übrigen vier langjährigen Weltcupstarter unter sich aus.

### Doppelsitzer
| Platz | Sportler                        | Verein                                      | Zeit     |
| ----- | ------------------------------- | ------------------------------------------- | -------- |
| 1     | Tobias Wendl Tobias Arlt        | RC Berchtesgaden WSV Königssee              | 1:25,661 |
| 2     | Toni Eggert Sascha Benecken     | BSR Rennsteig Oberhof RRC Suhl              | +0,232   |
| 3     | Ronny Pietrasik Christian Weise | SSV Altenberg WSC Erzgebirge Oberwiesenthal | +1,061   |
| 4     | Nico Walther Nico Grünneker     | WSC Erzgebirge Oberwiesenthal               | +2,008   |

Am Start waren vier von vier gemeldeten Rodeldoppeln. Mit Wendl/Arlt gewann das zu dieser Zeit stärkste deutsche Rodelduo vor dem neu formierten Duo Eggert/Benecken seinen ersten Titel. Die Vorjahresmeister André Florschütz und Torsten Wustlich sowie die zweifachen Olympiasieger Patric Leitner und Alexander Resch hatten nach der vorherigen Saison ihre Karriere beendet.